# Rotschnabel-Pfeifgans

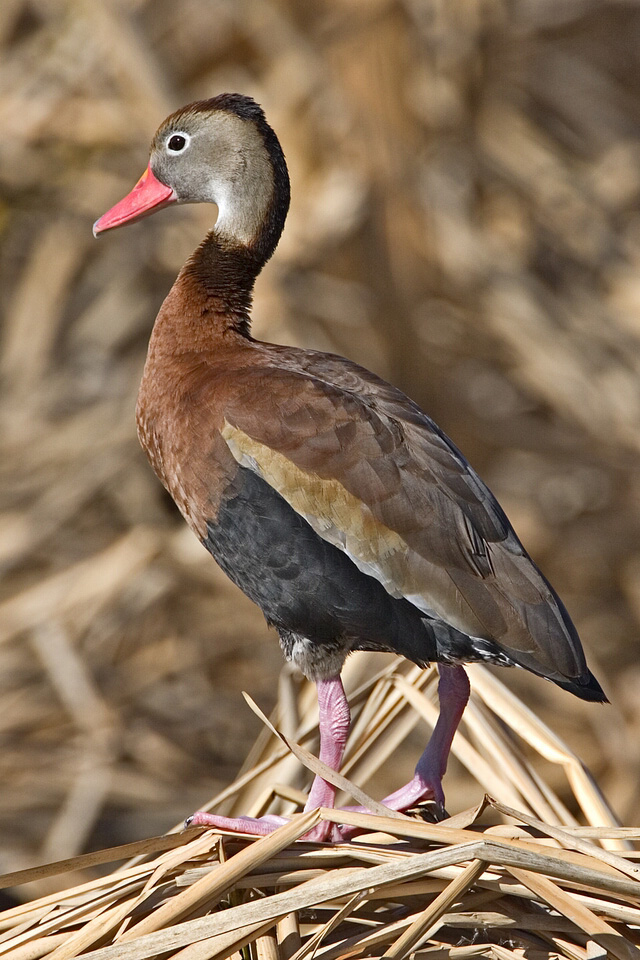
Die sehr aufrechte Körperhaltung ist charakteristisch für Rotschnabel-Pfeifganse.

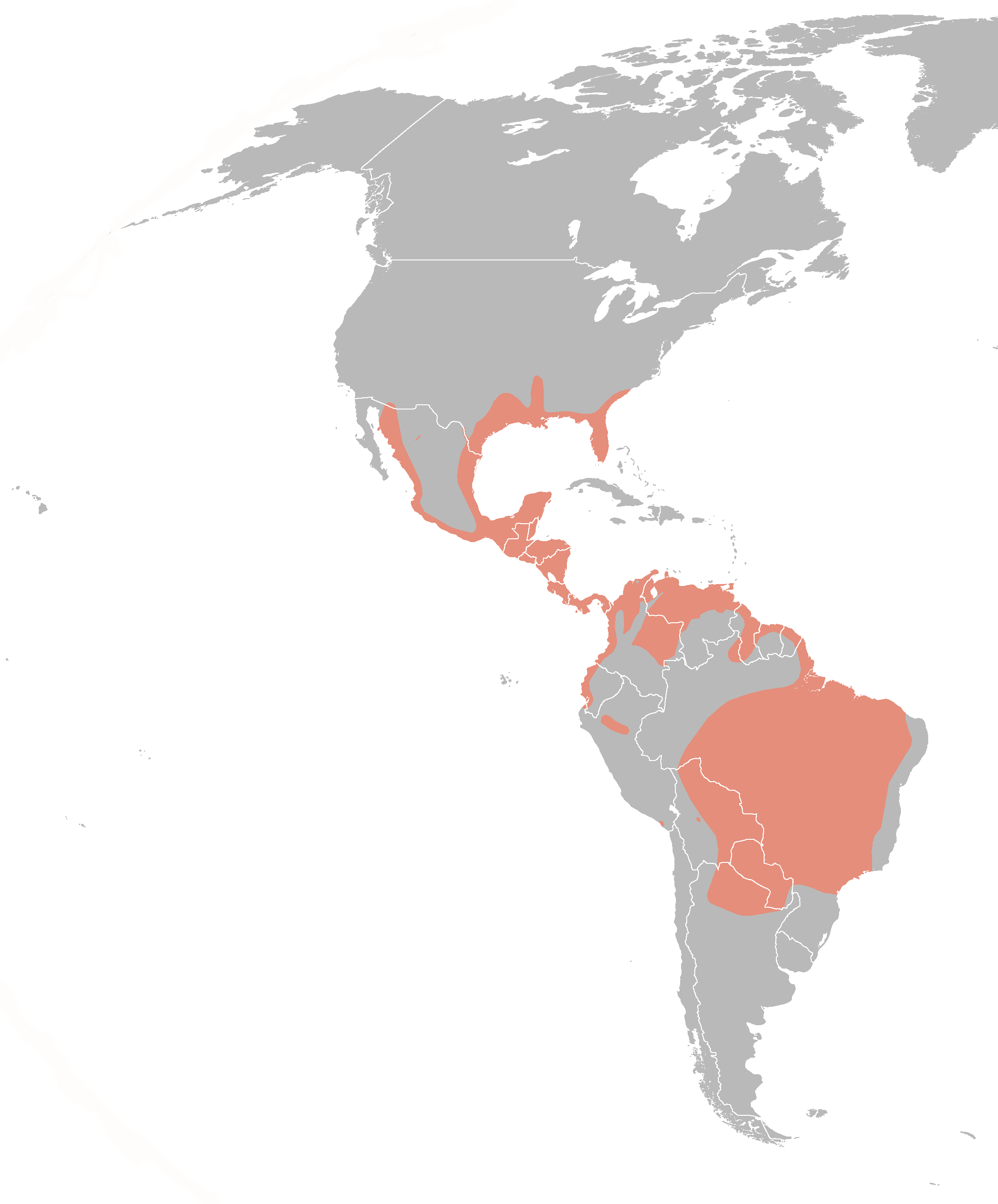
Verbreitungskarte

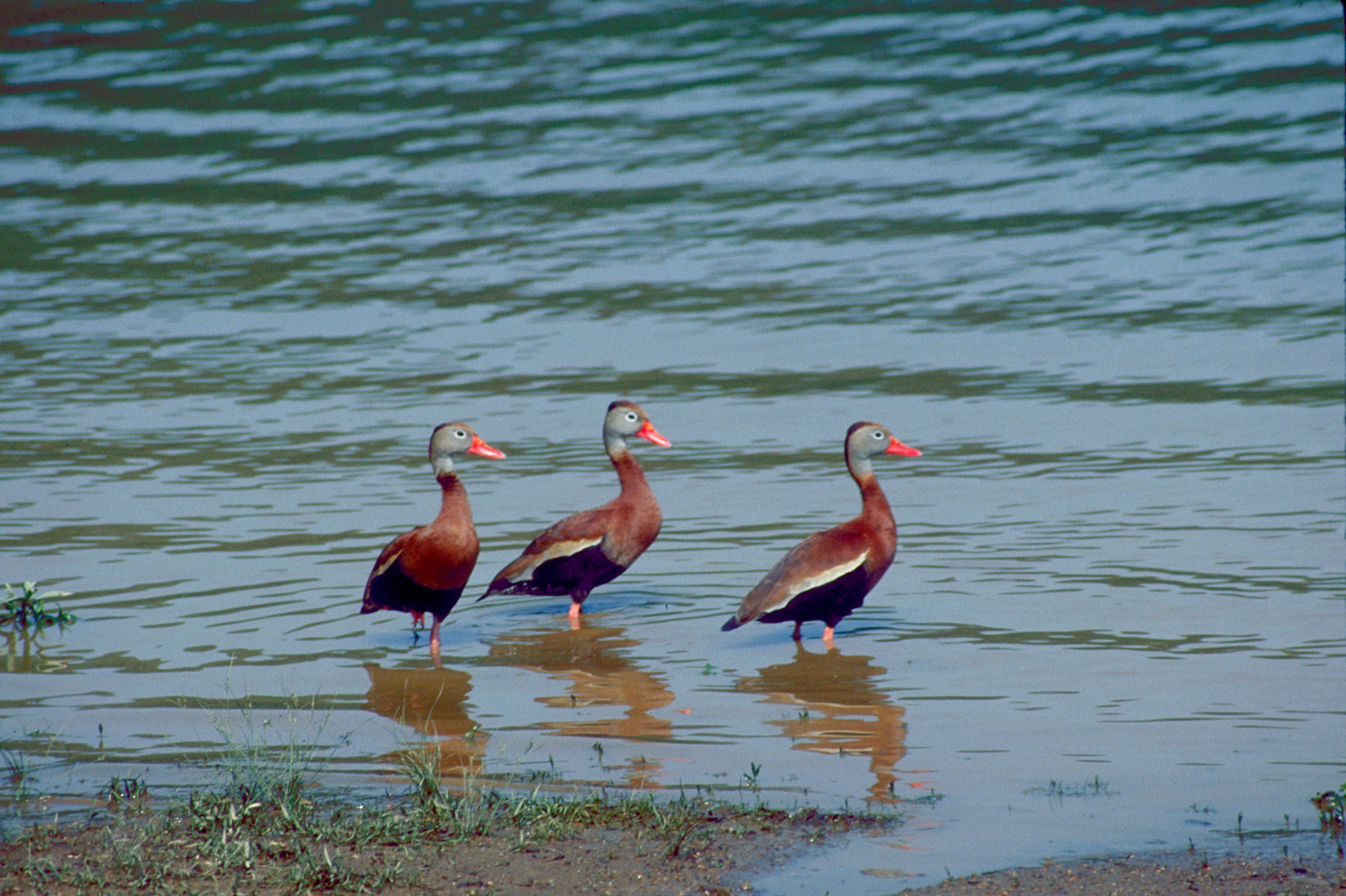
Rotschnabel-Pfeifgänse haben ihr nördliches Verbreitungsgebiet ausgeweitet. Diese Aufnahme entstand in Pennsylvania, einem US-Bundesstaat, wo Rotschnabel-Pfeifgänse nicht zu den Brutvögeln zählen.

Die Rotschnabel-Pfeifgans (Dendrocygna autumnalis), auch Herbstente, Herbstpfeifgans oder Graubrust-Pfeifgans genannt, ist eine Art der Familie der Entenvögel. Die Rotschnabel-Pfeifgans ist in beiden Amerikas beheimatet. Seit den 1950er Jahren hat die Nördliche Rotschnabel-Pfeifgans sogar ihr Brutareal von Mexiko ausgehend bis in die Südstaaten der USA erweitern können. Die Art spielt als Jagdwild keine Rolle. Sie gilt – ähnlich wie in Südostasien die Zwergpfeifgans, die der gleichen Gattung angehört – in der Landwirtschaft als Schädling und wird wie diese deswegen verfolgt.

## Beschreibung
Rotschnabel-Pfeifgänse weisen wie für Pfeifgänse charakteristisch keinen Geschlechtsdimorphismus auf. Die Körperlänge der Nominatform beträgt etwa 53 Zentimeter. Männchen wiegen zwischen 728 und 951 Gramm, Weibchen dagegen zwischen 831 und 978 Gramm. Rotschnabel-Pfeifgänse haben den charakteristischen Körperbau aller Pfeifgänse: lange Beine, langen Hals und breite Flügel. Auffällig ist die sehr aufrechte Körperhaltung, die diese Entenvögel annehmen. Während der Brutzeit haben fortpflanzungsaktive Rotschnabel-Pfeifgänse einen karminroten Schnabel. Nach dem Ende der Brutzeit verblasst dieser wieder zu einem blassen Rotbraun. Auffällig ist der weiße Augenring.
Es werden für die Art zwei Unterarten unterschieden, die sich in der Brustfärbung und in der Körpergröße unterscheiden. Die Nördliche Rotschnabel-Pfeifgans (D. a. fulgens) ist die deutlich größere Unterart. Sie weist eine rotbraune Brustfärbung auf. Die etwas kleinere und zierlichere Südliche Rotschnabel-Pfeifgans (D. a. autumnalis) hat stattdessen eine graue Brustfärbung. Beide haben einen schwarzen Bauch und schwarze Flanken.
Noch nicht geschlechtsreife Rotschnabel-Pfeifgänse haben anders als die adulten Vögel einen weißlichen Bauch. Ihre Flanken wirken noch bräunlich.
Der Flug der Rotschnabel-Pfeifgänse ist langsam und erratisch. Die langen Beine werden dabei weit nach hinten ausgestreckt. Rotschnabel-Pfeifgänse sind außerdem sehr ruffreudig. Der Ruf ist pfeifend und klingt pe-che-che-che und wa-chu-whe-whe.

## Verbreitung, Lebensraum und Lebensweise
Rotschnabel-Pfeifgänse sind verhältnismäßig häufige Vögel, deren Verbreitungsgebiet vom Südrand der USA bis nach Zentralargentinien reicht. In den letzten drei Jahrzehnten hat dieser Entenvogel sein Verbreitungsgebiet ausgeweitet und kommt jetzt auch in Texas und Arizona vor. Als Irrgäste wurden sie auch schon in Missouri, New Mexico und dem Süden Kaliforniens beobachtet. Zumindest die in den USA brütenden Populationen sind Kurzstreckenzieher. Sie ziehen von August bis Oktober wenige hundert Kilometer nach Nordmexiko und kehren im April zu ihren Brutgebieten zurück. Vergleichbares gilt für die südlichsten Populationen in Südamerika, die dann nach Norden ziehen. Die Populationen, die in der Regenwaldzone brüten, sind standorttreu.
Rotschnabel-Pfeifgänse sind Bewohner nahrungsreicher Flachgewässer. Sie finden sich dabei sowohl in Sumpfgebieten als auch an Flussniederungen, in bewaldeten Regionen und an Staugewässern in landwirtschaftlich genutzten Flächen. Dort baumen sie gerne auf Bäumen und großen Sträuchern auf. Ähnlich wie bei anderen Pfeifgänsen kommt es auch bei der Rotschnabel-Pfeifgans zu großen Schwarmbildungen, wenn sich die Vögel in Regionen mit periodischen Niederschlägen an Restgewässern versammeln.
Rotschnabel-Pfeifgänse sind dämmerungs- und nachtaktiv. Tagsüber ruhen sie in und an der Uferzone. Die Nahrung besteht zum überwiegenden Teil aus Getreide, Gräsern und Waldhirse. Hinzu kommen Kleintiere, die sie im Wasser aufnehmen.

## Fortpflanzung
Rotschnabel-Pfeifgänse nisten in Baumhöhlen, die sich in unmittelbarer Nähe zum Wasser befinden. Ein Gelege besteht in der Regel aus zwölf bis 16 weißen Eiern, die von beiden Elternvögeln zwischen 23 und 30 Tagen bebrütet werden. Die Dunenjungen verlassen das Nest in einem Alter von etwa einem Tag und werden durch beide Elternvögel geführt. Dunenjungen sind nach etwa 56 Tagen flügge.
Gelegentlich legen Rotschnabel-Pfeifgänse ihre Eier auch in Gelege von Brautenten, die diese häufig erfolgreich mit ihrer Brut heranziehen.

## Systematik
Die genaueren Verwandtschaftsverhältnisse der Pfeifgänse sehen folgendermaßen aus:
|  | Tüpfelpfeifgans (D. guttata) |
|  |                              |
|  | Kubapfeifgans (D. arborea)   |
|  |                              |

|                         | Gelbbrust-Pfeifgans (D. bicolor)                                                              |
|                         |                                                                                               |
|                         | Sichelpfeifgans (D. eytoni)                                                                   |
|                         |                                                                                               |
| N.N.                    | \| \| Wanderpfeifgans (D. arcuata) \| \| \| \| \| \| Zwergpfeifgans (D. javanica) \| \| \| \| |
| Vorlage:Klade/Wartung/3 | \| \| Wanderpfeifgans (D. arcuata) \| \| \| \| \| \| Zwergpfeifgans (D. javanica) \| \| \| \| |
|                         | Wanderpfeifgans (D. arcuata)                                                                  |
|                         |                                                                                               |
|                         | Zwergpfeifgans (D. javanica)                                                                  |
|                         |                                                                                               |

|  | Wanderpfeifgans (D. arcuata) |
|  |                              |
|  | Zwergpfeifgans (D. javanica) |
|  |                              |

|  | Tüpfelpfeifgans (D. guttata) |
|  |                              |
|  | Kubapfeifgans (D. arborea)   |
|  |                              |

|                         | Gelbbrust-Pfeifgans (D. bicolor)                                                              |
|                         |                                                                                               |
|                         | Sichelpfeifgans (D. eytoni)                                                                   |
|                         |                                                                                               |
| N.N.                    | \| \| Wanderpfeifgans (D. arcuata) \| \| \| \| \| \| Zwergpfeifgans (D. javanica) \| \| \| \| |
| Vorlage:Klade/Wartung/3 | \| \| Wanderpfeifgans (D. arcuata) \| \| \| \| \| \| Zwergpfeifgans (D. javanica) \| \| \| \| |
|                         | Wanderpfeifgans (D. arcuata)                                                                  |
|                         |                                                                                               |
|                         | Zwergpfeifgans (D. javanica)                                                                  |
|                         |                                                                                               |

|  | Wanderpfeifgans (D. arcuata) |
|  |                              |
|  | Zwergpfeifgans (D. javanica) |
|  |                              |

|  | Witwenpfeifgans (D. viduata)          |
|  |                                       |
|  | Rotschnabel-Pfeifgans (D. autumnalis) |
|  |                                       |

|  | Tüpfelpfeifgans (D. guttata) |
|  |                              |
|  | Kubapfeifgans (D. arborea)   |
|  |                              |

|                         | Gelbbrust-Pfeifgans (D. bicolor)                                                              |
|                         |                                                                                               |
|                         | Sichelpfeifgans (D. eytoni)                                                                   |
|                         |                                                                                               |
| N.N.                    | \| \| Wanderpfeifgans (D. arcuata) \| \| \| \| \| \| Zwergpfeifgans (D. javanica) \| \| \| \| |
| Vorlage:Klade/Wartung/3 | \| \| Wanderpfeifgans (D. arcuata) \| \| \| \| \| \| Zwergpfeifgans (D. javanica) \| \| \| \| |
|                         | Wanderpfeifgans (D. arcuata)                                                                  |
|                         |                                                                                               |
|                         | Zwergpfeifgans (D. javanica)                                                                  |
|                         |                                                                                               |

|  | Wanderpfeifgans (D. arcuata) |
|  |                              |
|  | Zwergpfeifgans (D. javanica) |
|  |                              |

|  | Tüpfelpfeifgans (D. guttata) |
|  |                              |
|  | Kubapfeifgans (D. arborea)   |
|  |                              |

|                         | Gelbbrust-Pfeifgans (D. bicolor)                                                              |
|                         |                                                                                               |
|                         | Sichelpfeifgans (D. eytoni)                                                                   |
|                         |                                                                                               |
| N.N.                    | \| \| Wanderpfeifgans (D. arcuata) \| \| \| \| \| \| Zwergpfeifgans (D. javanica) \| \| \| \| |
| Vorlage:Klade/Wartung/3 | \| \| Wanderpfeifgans (D. arcuata) \| \| \| \| \| \| Zwergpfeifgans (D. javanica) \| \| \| \| |
|                         | Wanderpfeifgans (D. arcuata)                                                                  |
|                         |                                                                                               |
|                         | Zwergpfeifgans (D. javanica)                                                                  |
|                         |                                                                                               |

|  | Wanderpfeifgans (D. arcuata) |
|  |                              |
|  | Zwergpfeifgans (D. javanica) |
|  |                              |

|  | Witwenpfeifgans (D. viduata)          |
|  |                                       |
|  | Rotschnabel-Pfeifgans (D. autumnalis) |
|  |                                       |

|  | Tüpfelpfeifgans (D. guttata) |
|  |                              |
|  | Kubapfeifgans (D. arborea)   |
|  |                              |

|                         | Gelbbrust-Pfeifgans (D. bicolor)                                                              |
|                         |                                                                                               |
|                         | Sichelpfeifgans (D. eytoni)                                                                   |
|                         |                                                                                               |
| N.N.                    | \| \| Wanderpfeifgans (D. arcuata) \| \| \| \| \| \| Zwergpfeifgans (D. javanica) \| \| \| \| |
| Vorlage:Klade/Wartung/3 | \| \| Wanderpfeifgans (D. arcuata) \| \| \| \| \| \| Zwergpfeifgans (D. javanica) \| \| \| \| |
|                         | Wanderpfeifgans (D. arcuata)                                                                  |
|                         |                                                                                               |
|                         | Zwergpfeifgans (D. javanica)                                                                  |
|                         |                                                                                               |

|  | Wanderpfeifgans (D. arcuata) |
|  |                              |
|  | Zwergpfeifgans (D. javanica) |
|  |                              |

|  | Tüpfelpfeifgans (D. guttata) |
|  |                              |
|  | Kubapfeifgans (D. arborea)   |
|  |                              |

|                         | Gelbbrust-Pfeifgans (D. bicolor)                                                              |
|                         |                                                                                               |
|                         | Sichelpfeifgans (D. eytoni)                                                                   |
|                         |                                                                                               |
| N.N.                    | \| \| Wanderpfeifgans (D. arcuata) \| \| \| \| \| \| Zwergpfeifgans (D. javanica) \| \| \| \| |
| Vorlage:Klade/Wartung/3 | \| \| Wanderpfeifgans (D. arcuata) \| \| \| \| \| \| Zwergpfeifgans (D. javanica) \| \| \| \| |
|                         | Wanderpfeifgans (D. arcuata)                                                                  |
|                         |                                                                                               |
|                         | Zwergpfeifgans (D. javanica)                                                                  |
|                         |                                                                                               |

|  | Wanderpfeifgans (D. arcuata) |
|  |                              |
|  | Zwergpfeifgans (D. javanica) |
|  |                              |

|  | Witwenpfeifgans (D. viduata)          |
|  |                                       |
|  | Rotschnabel-Pfeifgans (D. autumnalis) |
|  |                                       |

|  | Tüpfelpfeifgans (D. guttata) |
|  |                              |
|  | Kubapfeifgans (D. arborea)   |
|  |                              |

|                         | Gelbbrust-Pfeifgans (D. bicolor)                                                              |
|                         |                                                                                               |
|                         | Sichelpfeifgans (D. eytoni)                                                                   |
|                         |                                                                                               |
| N.N.                    | \| \| Wanderpfeifgans (D. arcuata) \| \| \| \| \| \| Zwergpfeifgans (D. javanica) \| \| \| \| |
| Vorlage:Klade/Wartung/3 | \| \| Wanderpfeifgans (D. arcuata) \| \| \| \| \| \| Zwergpfeifgans (D. javanica) \| \| \| \| |
|                         | Wanderpfeifgans (D. arcuata)                                                                  |
|                         |                                                                                               |
|                         | Zwergpfeifgans (D. javanica)                                                                  |
|                         |                                                                                               |

|  | Wanderpfeifgans (D. arcuata) |
|  |                              |
|  | Zwergpfeifgans (D. javanica) |
|  |                              |

|  | Tüpfelpfeifgans (D. guttata) |
|  |                              |
|  | Kubapfeifgans (D. arborea)   |
|  |                              |

|                         | Gelbbrust-Pfeifgans (D. bicolor)                                                              |
|                         |                                                                                               |
|                         | Sichelpfeifgans (D. eytoni)                                                                   |
|                         |                                                                                               |
| N.N.                    | \| \| Wanderpfeifgans (D. arcuata) \| \| \| \| \| \| Zwergpfeifgans (D. javanica) \| \| \| \| |
| Vorlage:Klade/Wartung/3 | \| \| Wanderpfeifgans (D. arcuata) \| \| \| \| \| \| Zwergpfeifgans (D. javanica) \| \| \| \| |
|                         | Wanderpfeifgans (D. arcuata)                                                                  |
|                         |                                                                                               |
|                         | Zwergpfeifgans (D. javanica)                                                                  |
|                         |                                                                                               |

|  | Wanderpfeifgans (D. arcuata) |
|  |                              |
|  | Zwergpfeifgans (D. javanica) |
|  |                              |

|  | Witwenpfeifgans (D. viduata)          |
|  |                                       |
|  | Rotschnabel-Pfeifgans (D. autumnalis) |
|  |                                       |

## Unterarten
Es werden folgende Unterarten unterschieden:
- Dendrocygna autumnalis fulgens Friedmann, 1947[7] kommt vom südöstlichen Texas bis Panama vor.
- Dendrocygna autumnalis autumnalis (Linnaeus, 1758)[8] ist von Panama bis Ecuador und das näördliche Argentinien verbreitet.

## Etymologie und Forschungsgeschichte
Die Erstbeschreibung der Rotschnabel-Pfeifgans erfolgte 1758 durch Carl von Linné unter dem Namen Anas autumnalis. Als Verbreitungsgebiet gab er Amerika an. 1837 führte William Swainson die für die Wissenschaft neue Gattung Dendrocygna  ein. Dieser Begriff ist ein Wortgebilde aus δενδρον dendron für „Baum“ und κυκνος cyknos für „Schwan“. Der Artname autumnalis hat seinen Ursprung in lateinisch autumnalis, autumnus, autumni ‚herbstlich, Herbst‘. Das Wort fulgens leitet sich von lateinisch fulgens, fulgentis, fulgere ‚funkelnd, glänzend, glitzernd‘ ab. Alfred Laubmann sah in seinem Werk Die Vögel von Paraguay nur in einem Artikel von Facundo R. Insfràn mit einem Vogel vom Ypoá-See einen Nachweis für Paraguay. Dendrocygna autumnalis lucida Friedmann, 1947 wird heute als Synonym zu  D. a. fulgens betrachtet, Dendrocygna discolor Sclater, PL & Salvin, 1873 als Synonym zur Nominatform. Discolor stammt von lateinisch discolor, discoloris ‚von unterschiedlicher Farbe, Farbvariation‘ ab, lucida von lateinisch lucidus, lux, lucis ‚hell, Licht‘.